# Instytut Nauk Judaistycznych w Warszawie

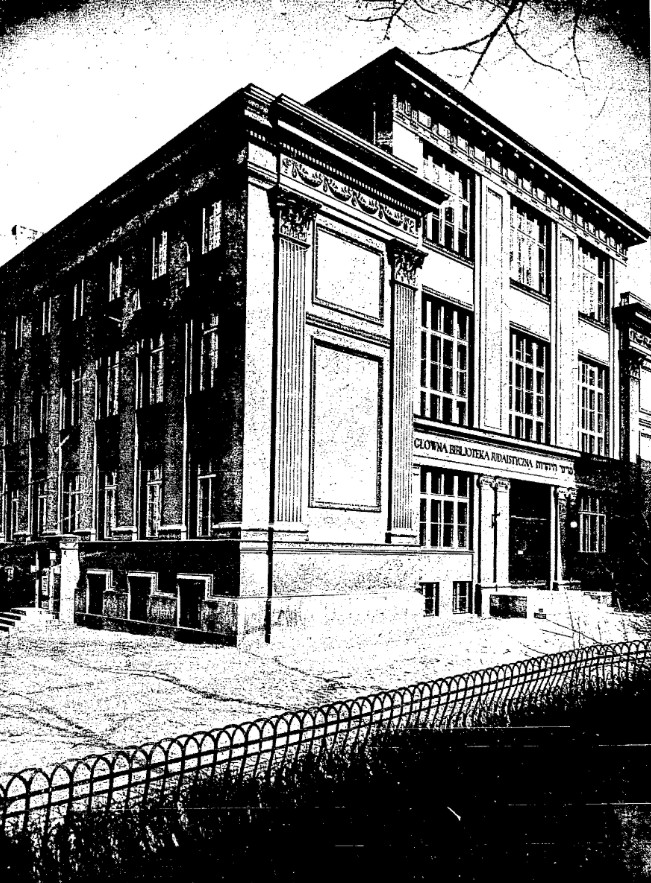
Budynek Głównej Biblioteki Judaistycznej przy ul. Tłomackie 3/5 w Warszawie, w którym mieścił się Instytut Nauk Judaistycznych

Instytut Nauk Judaistycznych w Warszawie – żydowska placówka naukowo-edukacyjna powstała w Warszawie w 1928 r. Druga po YIVO placówka tego typu w Polsce.

## Opis
Inicjatorem powołania Instytutu był warszawski reformowany rabin Samuel Poznański. W jego wyobrażeniu miał to być ośrodek naukowo-badawczy pełniący równocześnie funkcje edukacyjne w zakresie nauk judaistycznych w stosunku do młodzieży. Śmierć pomysłodawcy w 1921 spowolniła proces organizacji Instytutu. W 1925 powołano, przy znaczącym udziale Markusa Braude, Ozjasza Thona i Mojżesza Schorra, Towarzystwo Krzewienia Nauk Judaistycznych, którego celem było powołanie Instytutu do życia. Cel ten udało się osiągnąć w 1928, kiedy to w dniu 19 lutego Instytut rozpoczął działalność. W jego skład wchodziły dwa fakultety – nauk rabinicznych i nauk historyczno-społecznych. Studia w Instytucie mogli podjąć posiadający maturę oraz, w charakterze wolnych słuchaczy, nieposiadający matury. Ponadto studia w Instytucie mogli podjąć studenci wydziałów humanistycznych UW.
Zajęcia odbywały się w pomieszczeniach udostępnianych przez żydowskie szkoły lub w wynajmowanych lokalach. W 1936 Instytut Nauk Judaistycznych wprowadził się do nowego budynku Głównej Biblioteki Judaistycznej, wzniesionego w latach 1928–1936 według projektu Edwarda Ebera przy ul. Tłomackie 3/5. W ramach Instytutu istniały następujące katedry:
- Biblii i gramatyki hebrajskiej (Mojżesz Schorr)
- Talmudu i kodeksów talmudycznych (A. Weiss)
- Historii Żydów w Polsce (Majer Bałaban)
- Okresu hellenistycznego i midraszy (Edmund Stein)
- Homiletyki (Markus Braude)

Wykładowcami byli poza tym m.in. Matatiahu Szoham, J. Kahan, Jeremiasz Fraenkel, Ignacy Schiper, Ariel Tartakower i M. Tauber.
W pierwszym roku działalności Instytutu miał on 13 zwykłych i 10 wolnych słuchaczy. W czasie działania Instytutu ukończyło go ponad 100 osób. Prace naukowe opracowane w Instytucie wydano w dziesięciu tomach pt. Pisma Instytutu Nauk Judaistycznych. Poza dorobkiem naukowym Instytut zasłużył się wykształceniem licznej kadry nauczycieli.
II wojna światowa i unicestwienie społeczności żydowskiej położyły kres działalności Instytutu.